# Чемпионат Европы по футболу 2024 (отборочный турнир, стыковые матчи)
В плей-офф отборочного турнира к чемпионату Европы 2024 года будут определены три команды, которые попадут в финальный турнир в Германии. 12 команд-участников будут определены по результатам выступлений в Лиге Наций УЕФА 2022/23. Они будут разделены на три пути отбора, в каждом из которых участники сыграют полуфинальные матчи, после чего победители полуфиналов разыграют между собой путёвку на финальный турнир Евро-2024. Победители каждого из трёх финалов раунда плей-офф присоединятся к сборной Германии и 20 командам, которые пробьются на Евро-2024 из отборочных групп.

## Формат
12 команд-участников будут определены по результатам выступлений в Лиге Наций УЕФА 2022/23. Эти команды будут разделены на три пути, по 4 команды в каждом, из которых одна команда из каждого пути попадёт в финальный турнир.
Формат аналогичен тому, что был в плей-офф чемпионата Европы 2020. Однако, учитывая то, что на одно место в квалификации стало меньше (поскольку ни одни хозяева не квалифицировались автоматически на чемпионат Европы 2020), и формат Лиги наций с сезона 2020/21 был изменён, плей-офф теперь состоит только из трёх путей, причём у ныне сокращённой Лиги D нет своего собственного пути.

### Определение команд-участниц плей-офф отборочного турнира
Согласно рейтингу Лиги наций, 12 команд будут определены следующим образом, начиная с Лиги C и заканчивая Лигой A:
1. Победитель каждой группы лиг A, B и C в Лиге Наций попадает в плей-офф своей Лиги (Путь).
2. Если победитель группы уже пробился в финальный турнир по результатам выступлений в отборочной группе, то вместо него в плей-офф попадает следующая в рейтинге Лиги Наций УЕФА 2022/23 команда из той же Лиги, не квалифицировавшаяся в финальный турнир.
3. Если в Лиге осталось менее четырёх команд, не попавших в финальный турнир по результатам отборочных групп:
  1. Лучший победитель группы Лиги D попадает в плей-офф, если она ещё не квалифицировалась в финальный турнир.
  2. Оставшиеся места будут определены, основываясь на общий рейтинг Лиги наций:
    - В случае если в плей-офф от данной Лиги участвует хотя бы один победитель группы в данной Лиге, то вакантное место получит лучшая по рейтингу из команд следующей (низшей) Лиги, не попавшая в финальный турнир по результатам отборочных групп и не попавшая в плей-офф своей Лиги.
    - В случае если в плей-офф от данной Лиги не участвует ни один победитель группы в данной Лиге, то вакантное место получит лучшая по рейтингу из всех команд, не попавших в финальный турнир по результатам отборочных групп.

### Формирование путей
12 отобранных команд будут распределены по путям из четырех команд. Жеребьёвка для распределения команд по разным путям будет проводиться при соблюдении следующих условий:
- Если четыре или более команд из лиги выходят в плей-офф, должен быть сформирован путь с четырьмя командами из рассматриваемой лиги.
- Победители групп лиги В и С не могут быть в одном пути с представителями из более высокой Лиги.
- Могут быть применены дополнительные условия, включая жеребьёвку, при условии одобрения исполнительным комитетом УЕФА.

При соблюдении этих условий процедура жеребьёвки выглядит следующим образом, начиная с Лиги C и заканчивая Лигой A:
- Если в данной лиге в плей-офф участвуют четыре команды, путь формируется из этих четырёх команд.
- Если в данной лиге в плей-офф участвуют более четырёх команд, необходимо провести жеребьёвку для определения четырёх команд, которые будут участвовать в пути данной лиги.
  - Оставшиеся команды будут посеяны в путь более высокой Лиги.
- Если в данной лиге в плей-офф участвуют менее четырёх команд, необходимо провести жеребьёвку среди команд без определённого пути, чтобы составить путь из четырёх команд в данной лиге.

### Правила
Команды в каждом из Путей ранжированы по рейтингу. Первая по рейтингу команда играет полуфинальный матч дома с четвёртой, а вторая команда играет дома с третьей.
В финальном матче победители полуфиналов разыгрывают между собой путёвку в финальный турнир Евро-2020. Хозяин финального матча определяется жеребьёвкой.
Игры в плей-офф проводятся в один матч. Если к окончанию основного времени счёт в матче равный, то назначается дополнительное время (2 тайма по 15 минут). Если по окончании дополнительного времени счёт остаётся равным, то победитель определяется по результатам послематчевой серии пенальти.

## Участники
Процесс отбора команд, используя критерии, определит двенадцать команд, которые будут участвовать в плей-офф на основе общего рейтинга Лиги наций.

| Рейт. | Команда    | Команда |
| ----- | ---------- | ------- |
| 1 ПГ  | Испания    | (Q)     |
| 2 ПГ  | Хорватия   | (Q)     |
| 3 ПГ  | Италия     | (Q)     |
| 4 ПГ  | Нидерланды | (Q)     |
| 5     | Дания      | (Q)     |
| 6     | Португалия | (Q)     |
| 7     | Бельгия    | (Q)     |
| 8     | Венгрия    | (Q)     |
| 9     | Швейцария  | (Q)     |
| 10    | Германия   | (H)     |
| 11    | Польша     | (A)     |
| 12    | Франция    | (Q)     |
| 13    | Австрия    | (Q)     |
| 14    | Чехия      | (Q)     |
| 15    | Англия     | (Q)     |
| 16    | Уэльс      | (A)     |

| Рейт. | Команда              | Команда |
| ----- | -------------------- | ------- |
| 17 ПГ | Израиль              | (A)     |
| 18 ПГ | Босния и Герцеговина | (A)     |
| 19 ПГ | Сербия               | (Q)     |
| 20 ПГ | Шотландия            | (Q)     |
| 21    | Финляндия            | (A)     |
| 22    | Украина              | (A)     |
| 23    | Исландия             | (A)     |
| 24    | Норвегия             | (E)     |
| 25    | Словения             | (Q)     |
| 26    | Ирландия             | (E)     |
| 27    | Албания              | (Q)     |
| 28    | Черногория           | (E)     |
| 29    | Румыния              | (Q)     |
| 30    | Швеция               | (E)     |
| 31    | Армения              | (E)     |
| 32    | Россия               | (B)     |

| Рейт. | Команда            | Команда |
| ----- | ------------------ | ------- |
| 33 ПГ | Грузия             | (A)     |
| 34 ПГ | Греция             | (A)     |
| 35 ПГ | Турция             | (Q)     |
| 36 ПГ | Казахстан          | (A)     |
| 37    | Люксембург         | (A)     |
| 38    | Азербайджан        | (E)     |
| 39    | Косово             | (E)     |
| 40    | Болгария           | (E)     |
| 41    | Фарерские острова  | (E)     |
| 42    | Северная Македония | (E)     |
| 43    | Словакия           | (Q)     |
| 44    | Северная Ирландия  | (E)     |
| 45    | Кипр               | (E)     |
| 46    | Беларусь           | (E)     |
| 47    | Литва              | (E)     |
| 48    | Гибралтар          | (E)     |

| Рейт. | Команда     | Команда |
| ----- | ----------- | ------- |
| 49 ЛD | Эстония     | (A)     |
| 50    | Латвия      | (E)     |
| 51    | Молдова     | (E)     |
| 52    | Мальта      | (E)     |
| 53    | Андорра     | (E)     |
| 54    | Сан-Марино  | (E)     |
| 55    | Лихтенштейн | (E)     |

- ПГ Победитель группы из Лиг A, B или C
- ЛD Лучший победитель группы Лиги D
- (Q)  Сборная квалифицировалась в указанную стадию
- Сборная квалифицировалась в указанную стадию на основе текущих результатов
- (A)  Сборная, выделенная жирным шрифтом, вышла в плей-офф
- Сборная выходит в плей-офф на основе текущих результатов
- (H)  Хозяева чемпионата Европы 2024, команда квалифицировалась автоматически
- (X)  Сборная гарантировала участие в плей-офф, но всё ещё может отобраться напрямую
- (Y)  Сборная потеряла шансы отобраться напрямую, но имеет шансы попасть в плей-офф
- (Z)  Сборная может выйти напрямую, но не может выйти в плей-офф
- (E)  Сборная лишилась шансов на выход в следующий раунд
- (B)  Сборная отстранена от участия в квалификации

## Жеребьёвка
Жеребьёвка плей-офф квалификации состоялась 23 ноября 2023 года в 12:00 (по CET) в штаб-квартире УЕФА в Ньоне, Швейцария. Жеребьёвка отборочного турнира плей-офф будет проводиться в соответствии с правилами формирования путей для определения путей для команд, невыигравших группы, если это будет необходимо. Также состоятся три отдельные жеребьёвки, определяющие хозяина финала плей-офф каждого пути между победителями полуфинальных пар (первый полуфинал для команд 1 и 4, и второй полуфинал для команд 2 и 3).
Если более четырёх команд из Лиги B выйдут в плей-офф, будет проведена жеребьёвка, чтобы определить, кто из победителей вне группы примет участие в Пути B, а оставшиеся команды затем будут помещены в Путь A. Из-за специфики жеребьёвки точная процедура может быть окончательно определена только после завершения группового этапа квалификации. Никакие ограничения на жеребьёвку применяться не будут, так как ни один из матчей, запрещённых УЕФА по политическим мотивам, не может состояться. На основе двенадцати команд, вышедших в плей-офф, были сформированы три пути плей-офф в соответствии с правилами формирования путей, начиная с Лиги C и заканчивая Лигой A:
- Поскольку из Лиги C выступало четыре команды (три победителя группы и одна победительница вне группы), все они попали в Путь C.
- Поскольку из Лиги B было пять команд (два победителя группы и три победителя вне группы), два победителя группы были помещены в Путь B, а жеребьёвка определит, какие два из трех победителей, не входящих в группу, также попадут в Путь B.
- Поскольку из Лиги А было две команды, обе они были помещены в Путь А. Один победитель, не входящий в группу, из Лиги B, не попавший в Путь B, затем будет помещен в Путь А вместе с победителем группы Лиги D с лучшим рейтингом.

В жеребьёвке приняли участие следующие три победителя, не входящих в группу, из Лиги B (в соответствии с рейтингом Лиги наций):
- Финляндия
- Украина
- Исландия

Две из них попали в Путь B (Украина, Исландия), а оставшаяся команда была определена в Путь A (Финляндия).
Две команды, попавшие в Путь B, заняли позиции B3 и B4 (Украина, Исландия) в соответствии со своим рейтингом в Лиге наций, в то время как команда, попавшая в Путь A (Финляндия), заняла позицию A3.
Ниже приведён состав участников путей плей-офф:

| Путь A - Польша (1 место) - Уэльс (2 место) - Эстония (4 место) | Путь A или B - Финляндия (Путь A для 3 места, или Путь B для 3 места) - Украина (Путь A для 3 места, или Путь B для 3 или 4 места) - Исландия (Путь A для 3 места, или Путь B для 4 места) | Путь B - Израиль (1 место) - Босния и Герцеговина (2 место) | Путь C - Грузия (1 место) - Греция (2 место) - Казахстан (3 место) - Люксембург (4 место) |

| Место | Команды   |
| ----- | --------- |
| 1     | Польша    |
| 2     | Уэльс     |
| 3     | Финляндия |
| 4     | Эстония   |

| Место | Команды              |
| ----- | -------------------- |
| 1     | Израиль              |
| 2     | Босния и Герцеговина |
| 3     | Украина              |
| 4     | Исландия             |

| Место | Команды    |
| ----- | ---------- |
| 1     | Грузия     |
| 2     | Греция     |
| 3     | Казахстан  |
| 4     | Люксембург |

Следующие победители полуфиналов были выбраны для проведения финалов путей плей-офф:
- Путь A: Победитель полуфинала 2 (Уэльс — Финляндия)
- Путь B: Победитель полуфинала 2 (Босния и Герцеговина — Украина)
- Путь C: Победитель полуфинала 1 (Грузия — Люксембург)

## Расписание
Полуфинальные матчи пройдут 21 марта 2024, а финальные матчи пройдут спустя пять дней 26 марта 2024.
Время указано в CET, как указано УЕФА (местное время, если отличается, указано в скобках).

## Путь A

### Сетка
|  | Полуфиналы    | Полуфиналы |               |            | Финал | Финал |
|  |               |            |               |            |       |       |
|  | 21 марта 2024 |            |               |            |       |       |
|  |               |            |               |            |       |       |
|  | Уэльс         | 4          |               |            |       |       |
|  | Уэльс         | 4          | 26 марта 2024 |            |       |       |
|  | Финляндия     | 1          |               |            |       |       |
|  | Финляндия     | 1          | Уэльс         | 0 (пен. 4) |       |       |
|  | 21 марта 2024 |            | Уэльс         | 0 (пен. 4) |       |       |
|  |               | Польша     | 0 (пен. 5)    |            |       |       |
|  | Польша        | Польша     | 0 (пен. 5)    | 5          |       |       |
|  | Польша        |            |               | 5          |       |       |
|  | Эстония       | 1          |               |            |       |       |
|  | Эстония       | 1          |               |            |       |       |

### Сводка
| Команда 1  | Результат  | Команда 2 |
| ---------- | ---------- | --------- |
| Полуфиналы |            |           |
| Польша     | 5:1        | Эстония   |
| Уэльс      | 4:1        | Финляндия |
| Финал      |            |           |
| Уэльс      | 4:5 (пен.) | Польша    |

### Полуфиналы
| Польша                                                                                 | 5:1     | Эстония      |
| -------------------------------------------------------------------------------------- | ------- | ------------ |
| - Франковский 22′ - Зелиньский 50′ - Пётровский 70′ - Метс 74′ (авт.) - Шиманьский 76′ | (отчёт) | - Веткал 78′ |

| Уэльс                                               | 4:1     | Финляндия   |
| --------------------------------------------------- | ------- | ----------- |
| - Брукс 3′ - Уильямс 38′ - Джонсон 47′ - Джеймс 86′ | (отчёт) | - Пукки 45′ |

### Финал
| Уэльс                                     | 0:0 (доп. вр.) | Польша                                                         |
| ----------------------------------------- | -------------- | -------------------------------------------------------------- |
|                                           | (отчёт)        |                                                                |
| Пенальти                                  |                |                                                                |
| - Дэвис - Мур - Уилсон - Уильямс - Джеймс | 4:5            | - Левандовский - Шиманьский - Франковский - Залевский - Пёнтек |

## Путь B

### Сетка
|  | Полуфиналы           | Полуфиналы |               |   | Финал | Финал |
|  |                      |            |               |   |       |       |
|  | 21 марта 2024        |            |               |   |       |       |
|  |                      |            |               |   |       |       |
|  | Босния и Герцеговина | 1          |               |   |       |       |
|  | Босния и Герцеговина | 1          | 26 марта 2024 |   |       |       |
|  | Украина              | 2          |               |   |       |       |
|  | Украина              | 2          | Украина       | 2 |       |       |
|  | 21 марта 2024        |            | Украина       | 2 |       |       |
|  |                      | Исландия   | 1             |   |       |       |
|  | Израиль              | Исландия   | 1             | 1 |       |       |
|  | Израиль              |            |               | 1 |       |       |
|  | Исландия             | 4          |               |   |       |       |
|  | Исландия             | 4          |               |   |       |       |

### Сводка
| Команда 1            | Результат | Команда 2 |
| -------------------- | --------- | --------- |
| Полуфиналы           |           |           |
| Израиль              | 1:4       | Исландия  |
| Босния и Герцеговина | 1:2       | Украина   |
| Финал                |           |           |
| Украина              | 2:1       | Исландия  |

### Полуфиналы
| Израиль             | 1:4     | Исландия                                     |
| ------------------- | ------- | -------------------------------------------- |
| - Захави 31′ (пен.) | (отчёт) | - Гюдмюндссон 39′, 83′, 87′ - Траустасон 42′ |

| Босния и Герцеговина   | 1:2     | Украина                    |
| ---------------------- | ------- | -------------------------- |
| - Матвиенко 56′ (авт.) | (отчёт) | - Яремчук 85′ - Довбик 88′ |

### Финал
| Украина                     | 2:1     | Исландия          |
| --------------------------- | ------- | ----------------- |
| - Цыганков 54′ - Мудрик 84′ | (отчёт) | - Гюдмюндссон 30′ |

## Путь C

### Сетка
|  | Полуфиналы    | Полуфиналы |               |            | Финал | Финал |
|  |               |            |               |            |       |       |
|  | 21 марта 2024 |            |               |            |       |       |
|  |               |            |               |            |       |       |
|  | Грузия        | 2          |               |            |       |       |
|  | Грузия        | 2          | 26 марта 2024 |            |       |       |
|  | Люксембург    | 0          |               |            |       |       |
|  | Люксембург    | 0          | Грузия        | 0 (пен. 4) |       |       |
|  | 21 марта 2024 |            | Грузия        | 0 (пен. 4) |       |       |
|  |               | Греция     | 0 (пен. 2)    |            |       |       |
|  | Греция        | Греция     | 0 (пен. 2)    | 5          |       |       |
|  | Греция        |            |               | 5          |       |       |
|  | Казахстан     | 0          |               |            |       |       |
|  | Казахстан     | 0          |               |            |       |       |

### Сводка
| Команда 1  | Результат  | Команда 2  |
| ---------- | ---------- | ---------- |
| Полуфиналы |            |            |
| Грузия     | 2:0        | Люксембург |
| Греция     | 5:0        | Казахстан  |
| Финал      |            |            |
| Грузия     | 4:2 (пен.) | Греция     |

### Полуфиналы
| Грузия                | 2:0     | Люксембург |
| --------------------- | ------- | ---------- |
| - Зивзивадзе 40′, 63′ | (отчёт) |            |

| Греция                                                                                 | 5:0     | Казахстан |
| -------------------------------------------------------------------------------------- | ------- | --------- |
| - Бакасетас 9′ (пен.) - Пелкас 15′ - Иоаннидис 37′ - Курбелис 40′ - Тапалов 87′ (авт.) | (отчёт) |           |

### Финал
| Грузия                                                         | 0:0 (доп. вр.) | Греция                                       |
| -------------------------------------------------------------- | -------------- | -------------------------------------------- |
|                                                                | (отчёт)        |                                              |
| Пенальти                                                       |                |                                              |
| - Кочорашвили - Давиташвили - Микаутадзе - Двали - Квеквескири | 4:2            | - Бакасетас - Масурас - Бухалакис - Якумакис |

## Наказания
Игрок автоматически пропускает следующий матч за следующие нарушения:
- Красная карточка (отстранение за красную карточку может быть продлено за грубые нарушения)

## Бомбардиры
Примечание: В скобках указано, сколько голов из общего числа забито с пенальти.
4 гола
- Альберт Гюдмюндссон

2 гола
- Буду Зивзивадзе

1 гол
- Пшемыслав Франковский
- Пётр Зелиньский
- Якуб Пётровский
- Себастиан Шиманьский
- Дэвид Брукс
- Неко Уильямс
- Бреннан Джонсон
- Дэниел Джеймс
- Арнор Траустасон
- Роман Яремчук
- Артём Довбик
- Виктор Цыганков
- Михаил Мудрик
- Димитриос Пелкас
- Фотис Иоаннидис
- Димитрис Курбелис
- Анастасиос Бакасетас (1)
- Мартин Веткал
- Теэму Пукки
- Эран Захави (1)

Автоголы
- Кароль Метс (в матче против  Польши)
- Николай Матвиенко (в матче против  Боснии и Герцеговины)
- Еркин Тапалов (в матче против  Греции)